# Charles Bonham Carter
Sir Charles Bonham Carter GCB CMG DSO  (* 25. Februar 1876 in Paddington; † 21. Oktober 1955 in Petersfield) war ein britischer Offizier mit dem letzten Rang eines Generals.

## Kindheit und Jugend
Charles Bonham Carter wurde am 25. Februar 1876 als neuntes von elf Kindern von Henry Bonham Carter und Sibella Charlotte Norman geboren. Sein Vater war von 1861 bis 1899 Direktor einer Versicherungsgesellschaft, seine Mutter Tochter eines höheren Verwaltungsbeamten. Trotz der hohen Kinderzahl wuchs er in begüterten Verhältnissen auf und konnte eine hervorragende Ausbildung genießen. Er erhielt seine schulische Ausbildung am Clifton College in Clifton bei Bristol, seine militärische am Royal Military College Sandhurst. Vervollständigt wurde diese später am Staff College der British Army in Camberley.

## Militärische Laufbahn
Als Soldat nahm er 1900 am Zweiten Burenkrieg und von 1914 bis 1918 am Ersten Weltkrieg teil. Zuletzt war er im Oberkommando der britischen Streitkräfte als General für die Ausbildung zuständig. In dieser Position war er auch für die Angleichung der dem 2. Korps unterstellten amerikanischen Truppen zuständig. Während des Krieges wurde er 1917 mit dem Distinguished Service Order und unmittelbar nach Kriegsende mit dem Order of St. Michael and St. George ausgezeichnet. Am 9. Juni 1918 hatte Bonham Carter bereits die Army Distinguished Service Medal des Kongresses der Vereinigten Staaten erhalten.
Im Jahr 1926 wurde er Companion des Order of the Bath. Im britischen War Office bekleidete er von 1927 bis 1931 den Posten eines Stabschefs (Director of Staff Duties). 1931 erhielt er das Kommando über die 4th Division in Colchester, das er bis 1933 wahrnahm. Anschließend wurde er Befehlshaber des Territorialheeres (Director-General of the Territorial Army). Auf diesem Dienstposten verblieb er bis 1936.

## Gouverneur und Oberkommandierender von Malta
In diesem Jahr folgte er dem gesundheitlich schwer angeschlagenen General Sir David Graham Muschet Campbel als Gouverneur und Oberkommandierender (Governor and Commander-in-Chief) von Malta nach, der am 12. März verstorben war. 1937 erfolgte seine Beförderung zum General. Zu Beginn seiner Amtszeit war die Insel von politischen Unruhen zwischen pro-britischen und pro-italienischen Gruppen der einheimischen Bevölkerung geprägt. Das politische Klima hatte Campbell zur Auflösung der Volksversammlung und des Senats veranlasst. Gleichzeitig war das Ansehen der britischen Verwaltungsbeamten und Militärs gesunken. Bonham Carter erkannte die strategische Bedeutung des Insel für das britische Empire ebenso wie die Notwendigkeit eines angemessenen Umgangs mit der einheimischen Bevölkerung. Bonham Carter forderte daher die ihm unterstellten Soldaten und Beamten zur Zurückhaltung und zur Überwindung rassistischer Vorurteile auf.  Seine Eindrücke hielt er detailliert in seinen Tagebüchern fest, die einen einzigartigen Blick auf die maltesische Gesellschaft aus der Sicht eines britischen Soldaten bieten.
Im April 1940 erlitt Bonham Carter einen Herzinfarkt, in dessen Folge er nach England zurückkehrte und in den Ruhestand trat. Während sich Malta nach Beginn des Zweiten Weltkrieges zunächst in einer militärischen Randlage befand und nicht unmittelbar bedroht wurde, änderte sich die Situation nach dem Kriegseintritt Italiens am 10. Juni 1940 schlagartig. Obwohl Bonham Carter darauf hingewiesen hatte, dass der Verlust Maltas binnen kurzer Zeit zum Zusammenbruch des britischen Empire führen musste, war die Insel nur ungenügend auf die folgenden militärischen Auseinandersetzungen vorbereitet, da man nicht davon ausging, den Archipel lange halten zu können. Es oblag seinem Nachfolger als Gouverneur und Oberkommandierender, General William Dobbie, eine wirksame Verteidigung der Insel zu organisieren.

## Ehrungen
Nachdem Bonham Carter 1935 bereits Knight Commander des Bathordens geworden war, wurde er 1941 zum Knight Grand Cross des Ordens erhoben. Er war von 1938 bis 1941 auch Aide-de-Camp General des britischen Königs. Dieser 1910 eingeführte Aide-de-camp war ein militärischer Ehrentitel für dienstältere britische Generale. Seine Aufgaben waren zeremonieller Natur, eine militärische oder beratende Funktion war mit diesem Amt nicht verbunden. Bonham Carter war seit 1937 auch Ehren-Doktor der Rechte der Royal University of Malta.

## Familie
Bonham Carter war zweimal verheiratet. Im Jahr 1902 heiratete er Gladys Beryl Coddington. Die Ehe, aus der zwei Söhne hervorgingen, wurde 1910 geschieden. Im Jahr darauf, 1911, heiratete er Madge Jeanette Fisher. Aus dieser Ehe ging ein Sohn hervor. Sein schriftlicher Nachlass wird vom Churchill Archives Centre des Churchill College in Cambridge verwaltet.